# Байч
Байч (словац. Bajč) — село в окрузі Комарно Нітранського краю Словаччини. Площа села 1266 км². Станом на 31 грудня 2015 року в селі проживало 1235 жителів.

## Історія
Перші згадки про село датуються 1312 роком.

## Населення
| Рік:            | 1994. | 2004.   | 2014.   | 2024.   |
| --------------- | ----- | ------- | ------- | ------- |
| Кількість осіб: | 1246  | 1252    | 1253    | 1266    |
| Різниця:        |       | +0,48 % | +0,07 % | +1,03 % |

| Рік:            | 2023. | 2024.   |
| --------------- | ----- | ------- |
| Кількість осіб: | 1262  | 1266    |
| Різниця:        |       | +0,31 % |